# Omdurman
Omdurman (arabiska أم درمان, Umm Durmān) är med cirka en halv miljon invånare en av Sudans största städer och är belägen i delstaten Khartoum. Staden var Sudans huvudstad under mahdistupproret mellan 1885 och 1898 och ligger på Nilens västra strand, mittemot Sudans officiella huvudstad Khartoum.
Tillsammans med Khartoum och Khartoum Bahri (Norra Khartoum) utgör området nationens religiösa, kulturella och industriella kärna. Storstadsområdet runt de tre jämnstora städerna har nästan fyra miljoner invånare tillsammans med angränsande distrikt.

## Geografi och stadsbild

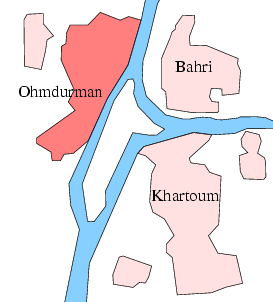
Karta över Omdurman med Khartoum och Khartoum Bahri.

Omdurman är en del av Khartoums storstadsområde. Den ligger på Nilens västra bredd, precis där Blå Nilen och Vita Nilen flyter ihop. Stadens bebyggelse är i traditionell stil, och stadsbilden behärskas av den silverfärgade kupolen på Mahdins grav och den intilliggande moskén. Stadens mer välbärgade områden har villor i sten och tegel med trädgårdar vända bort från gatorna, medan de fattigare områdena består av hus av lertegel längs obelagda gator.

## Historia

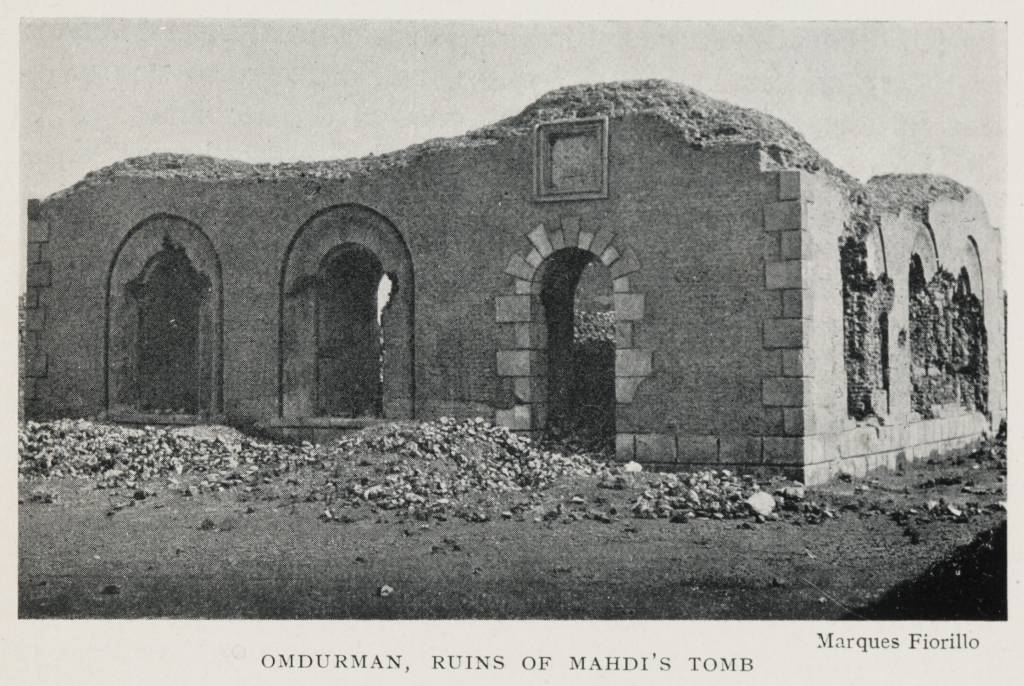
Ruinerna av Mahdins grav (1906).

Omdurman var inte mycket mer än en obetydlig fiskeby när Muhammed Ahmed al-Mahdi gjorde staden till sitt militära högkvarter 1884. Efter att mahdisterna 1885 hade förstört Khartoum gjorde Mahdins efterträdare Kalif Abdullah Omdurman till landets huvudstad, och staden växte explosionsartat. På 1890-talet bodde där omkring en kvarts miljon människor. Efter slaget vid Omdurman den 2 september 1898, då en brittisk-egyptisk styrka ledd av Horatio Herbert Kitchener i grunden besegrade mahdiststyrkorna och säkrade brittiskt herravälde över Sudan, tömdes och förstördes staden, men eftersom den var platsen för Mahdins grav sågs staden som helig och den återfolkades snabbt. Även Mahdins gravmonument förstördes av britterna, liksom den intilliggande moskén, men de byggdes upp och förskönades på 1940-talet. Slaget vid Omdurman har skildrats i boken The River War (1899) av Winston Churchill som själv deltog som 24-årig husarlöjtnant.

## Befolkning
Omdurman har 513 088 invånare (2008) och är därmed en av Sudans största städer. På senare tid har staden växt betydligt genom invandring från konfliktområdena i väst och syd, och med jämna mellanrum raserar myndigheterna distrikt med migranter för att försöka tvinga dem ut ur staden.
Stadens olika etniska grupper bor till stor del i avgränsade områden.

## Institutioner och näringsliv
Omdurman kan sägas vara Sudans historiska, kulturella och andliga huvudstad. Staden har status som landets legislativa (lagstiftande) huvudstad, och är säte för nationalförsamlingen samt styrelserådet för Sudans delstater. I staden återfinns även huvudkontoren för de främsta politiska och religiösa grupperna i Sudan (däribland sufirörelsen Ansar och dess politiska gren Ummapartiet samt Khatmiyyaorden och dess Demokratiska unionistparti), liksom landets ledande tv- och radiostationer samt akademiska institutioner som Omdurmans islamiska universitet (stadens äldsta, grundat 1912) och al-Ahfad College for Women. Staden har också flera välkända fotbollsklubbar och kulturföreningar. Arméns huvudkontor ligger officiellt i Khartoum, men de främsta militäranläggningarna, däribland flygvapnets, återfinns i Omdurman. I staden finns också ett historiskt museum.
Omdurman är ett viktigt handelscentrum med stor textilindustri. Här finns en stor marknad som betjänar hela staden, och strax utanför staden finns en kamelmarknad.